# Action Beat
Action Beat é uma banda da cidade de Bletchley, Milton Keynes, no Inglaterra, fundada em 2004. Com uma produção musical de difícil caracterização, mas que para alguns da crítica especializada, se aproxima do noise rock, Action Beat alcançaram o status de ser uma banda influente na harsh noise.

## Discografia
- 1977-2007: Thirty Years of Hurt, Then Us Cunts Exploded (Fortissimo Records, 2007)
- The Noise Band from Bletchley (Truth Cult/Southern Records, 2009)
- Unbelievable Fuck-Ups (Urquinaona Records) - 2010
- Beatings (Truth Cult/Southern Records, 2010)

### Peter James Taylor
- Mate (Fortissimo Records, 2010)